# مشرحة طماطم
مِشرحة الطماطم جهاز مصمم لتقطيع الطماطم والفواكه والخضروات اللينة الأخريات إلى شرائح. 

## التاريخ
بِيعت مشرحات الطماطم منذ الخمسينيات من القرن الماضي. حصل كلايتون جيانجوليو على براءة اختراع مشرحة الطماطم في الولايات المتحدة في عام 1968.